# Neritina cristata
Neritina cristata е вид коремоного от семейство Neritidae.

## Разпространение
Видът е разпространен в Ангола (Кабинда), Габон, Демократична република Конго, Екваториална Гвинея, Камерун, Кот д'Ивоар и Сиера Леоне.